# Ctenoplusia latistigma
Ctenoplusia latistigma är en fjärilsart som beskrevs av Louis Beethoven Prout 1922. Ctenoplusia latistigma ingår i släktet Ctenoplusia och familjen nattflyn. Inga underarter finns listade i Catalogue of Life.